# 군사 기술
군사 기술(Military technology)은 무기의 생산, 운용 기술, 전투 기술 따위를 총칭하는 용어이다. 군사기술은 전쟁에 사용하기 위한 기술의 응용이다. 이는 본질적으로 분명히 군사적이며 민간용이 아닌 종류의 기술로 구성된다. 일반적으로 유용하거나 합법적인 민간용 응용 프로그램이 부족하거나 적절한 군사 훈련 없이 사용하기 위험하기 때문이다.
군사 발명품은 역사 전반에 걸쳐 민간용으로 사용되었으며 때로는 약간의 수정이 이루어졌으며 민간용 혁신도 유사하게 군사용으로 사용되었다.
군사 기술은 일반적으로 군대의 전투에 사용하기 위해 특별히 과학자와 엔지니어에 의해 연구 및 개발된다. 많은 새로운 기술이 과학에 대한 군사 자금 지원의 결과로 탄생했다.
군비 공학은 군사 무기 및 시스템의 설계, 개발, 테스트 및 수명주기 관리이다. 기계 공학, 전기 공학, 메카트로닉스, 전기 광학, 항공 우주 공학, 재료 공학 및 화학 공학을 포함한 여러 전통적인 공학 분야의 지식을 활용한다.

## 분야

### 병기공학
병기공학(兵器工學)은 병기의 제조, 사용법 등 군사 기술에 대하여 다루는 공학이다. 병기학(兵器學)이나 조병학(造兵學)이라고도 한다.
연구대상은 무기가 되지만 총, 대포, 미사일, 폭탄, 핵무기, 화학무기, 전차, 군함, 군용기 등 신무기들이 주된 연구대상이고 도검, 창, 활 등 구식무기는 소홀하게 다루거나 다루지 않는 일이 많다.
병기공학은 군사분야에서 제한적으로 활용되는 학문인 까닭에 그 학문적 입지가 타 분야에 비하여 취약한 연유로, 현재는 대학의 학과로서 개설되어 있지 않다. 우리나라에서는 1958년 1월 인하대학교(당시에는 인하공과대학)에 병기공학과가 최초로 설치된 바 있다.
따라서 병기공학자는 사실상 없으며 특정한 병과 특히 보병, 포병, 기갑 등 전투병과에서의 경력이 오래된 직업군인들이 해당 분야의 전문가(포병으로 오랫동안 대전차포를 다루던 직업군인이 대전차포분야의 전문가인 것 등)인 일이 많다.
군대의 장비를 가리켜 군장(軍裝)이라고 한다.

## 같이 보기
- 군수 (군사)
- 군사학